# Premio Batchelor
El premio Batchelor (en inglés: Batchelor Prize) es un galardón concedido por la International Union of Theoretical and Applied Mechanics (IUTAM) a un personaje relevante en la investigación y avance de la mecánica de fluidos. Fue creado en 2007 y tiene una periodicidad de cuatro años. La International Union of Theoretical and Applied Mechanics (IUTAM) busca premiar una investigación que destaque en el campo de la mecánica de fluidos. 
El premio está dotado con US$ 25.000 y es patrocinado por el Journal of Fluid Mechanics y presentado en el International Congress of Theoretical and Applied Mechanics (ICTAM). La investigación reconocida por el premio debe haber sido normalmente publicada diez años antes del galardón, para garantizar que el trabajo sigue siendo de interés.
El premio lleva el nombre de George Batchelor, un matemático aplicado australiano, impulsor de la mecánica de fluidos .

## Recipientes
Fuente: IUTAM
- 2008: Howard Alvin Stone
- 2012: Detlef Lohse
- 2016: Raymond Ethan Goldstein